# 20304 Wolfson
A 20304 Wolfson (ideiglenes jelöléssel 1998 FA102) a Naprendszer kisbolygóövében található aszteroida. A LINEAR projekt keretében fedezték fel 1998. március 31-én.